# مجمع‌الجزایر لوکایی
مجمع‌الجزایر لوکایی (به انگلیسی: Lucayan Archipelago) گروهی از جزایر در غرب اقیانوس اطلس شمالی است. مجمع‌الجزایر لوکایی ۱۴٬۳۰۸ کیلومتر مربع مساحت و ۴۴۳٬۰۰۰ نفر جمعیت دارد.